# Bon vivant

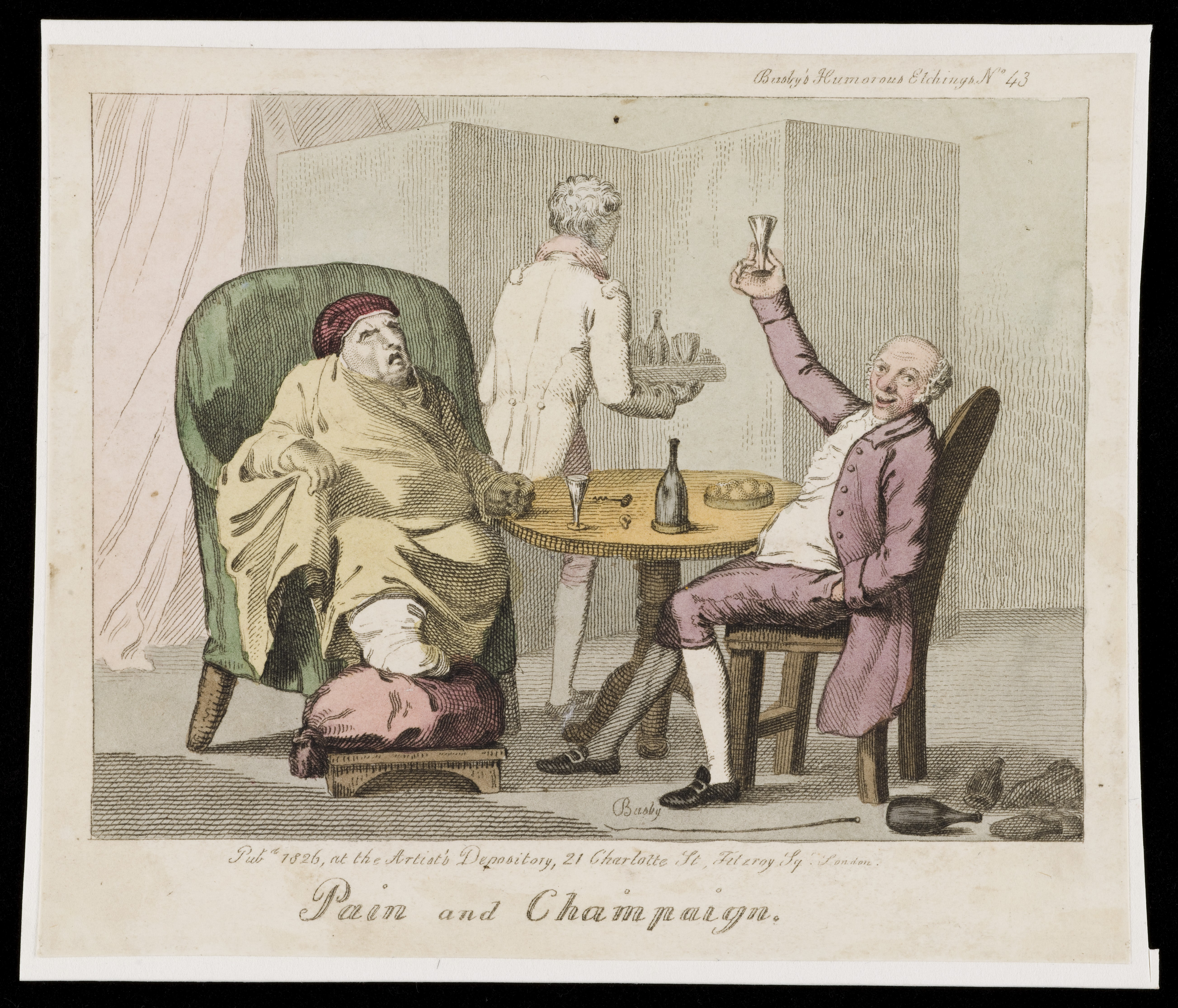
«Dolor y Cava» Thomas Lord Busby, (1926). Un hombre sufriendo por la enfermedad de la gota mientras un bon viveur brinda con cava en un pub inglés.

El término francés bon vivant  significa «el buen vivir» y se refiere a «quien vive bien», a las personas que disfrutan de los placeres de la vida. 
El término bon viveur es un pseudo-anglicismo que fue muy popular a mediados del Siglo XIX, proveniente del término francés bon vivant.
La primera referencia a bon vivant aparece en 1836, en el diccionario de César-Pierre Richelet, titulado Le Dictionnaire Royal En Abbregé.
El significado que aparece en este diccionario es «palabra burlesca para hablar de un chico o de un hombre al que nunca afecta la melancolía, que solo piensa en vivir y en pasar el tiempo de forma agradable, a quien le gusta disfrutar sin ofender a nadie».
Los términos bon vivant y bon viveur no son despectivos, pero contienen un sentido de autoindulgencia.  
En su libro, Mind the Gaffe: The Penguin Guide to Common Errors in English, el lingüista Larry Trask opinaba que el término bon viveur era, junto a la expresión "nom de plume", dos falsas adaptaciones de palabras francesas al inglés.
Un gran ejemplo de bon vivant, fue Johnnie Cradock quien, con su mujer Fanny Cradock, dedicaron su vida al placer y la gastronomía. Otros ejemplos son Jaime de Mora y Aragón, Clement Freud, Keith Floyd, John Mortimer y Michael Winner.